# Charles Noguès
Auguste Paul Charles Albert Noguès (Monléon-Magnoac, 13 de agosto de 1876 - París, 20 de abril de 1971) fue un general francés de la Segunda Guerra Mundial. En 1942, fue general residente de Francia en Marruecos, bajo la autoridad del general Juin, comandante en jefe de las fuerzas francesas de África francesa del Norte desde 1939 a 1943.

## Biografía
Hijo de un agricultor de los Altos Pirineos (maître d'hôtel a su nacimiento), fue admitido en la École polytechnique en 1897.
En 1921 se convirtió en el yerno de Théophile Delcassé.
Oficiar de artillería, cumplió la parte más importante de su carrera en África de Norte donde, desde el año 1912, fue llamado a la consejería de Hubert Lyautey. Después de la Primera Guerra Mundial, terminó al frente de un regimiento de artillería, ocupando diferentes puestos en la consejería Millerand, después volvió a África en 1924, tomó parte en la campaña del Rif y se convirtió en director de los asuntos indígenas en Rabat en 1927.
Es promovido a general de brigada el 2 de junio de 1927, después a general de división el 29 de octubre de 1930, y finalmente, elevado al rango y a la denominación de general del cuerpo de ejército el 1.º mayo 1933.
Fue hecho comandante de la Legión de Honor el 25 de septiembre de 1925, después gran oficial, luego recibe la gran cruz en 1939 remitida por el presidente Albert Lebrun.
En 1933, se convierte en comandante del 19.º cuerpo en Argel, luego en 1936 toma el puesto de residente general del protectorado francés en Marruecos. El rango y la denominación de general de ejército le son conferidos  el 17 de marzo de 1936. Asume en 1939 las funciones de comandante en jefe del teatro de operaciones de África del Norte.
El anuncio del armisticio del 17 de junio de 1940, por el gobernador francés refugiado en Burdeos, deja estupefacto al general Charles Noguès. Este informa al mariscal Pétain, el 18 de junio, su decisión de continuar el combate en África de Norte.
Los apoyos para continuar el combate llegan de todo el Imperio. Georges El Hermoso, gobernador general de Argelia, Marcel Peyrouton, residente general en Túnez, sostienen la combatividad del general Noguès. El general Legentilhomme de la Costa francesa de Somalía, y el general Mittelhauser, comandante en jefe del teatro de operaciones de Mediterráneo oriental, sostienen continuar la lucha.

Léon Cayla, gobernador general del AOF, y Robert Brunot, alto-comisario en Camerún, aportan también su apoyo a Noguès. Para los británicos, que ya habían perdido la confianza en Pétain, el general Noguès aparece como el hombre a cargo para continuar el combate.  Según el mensaje del general Liddell, gobernador de Gibraltar, al comandante en jefe del teatro de operaciones de África del Norte. 

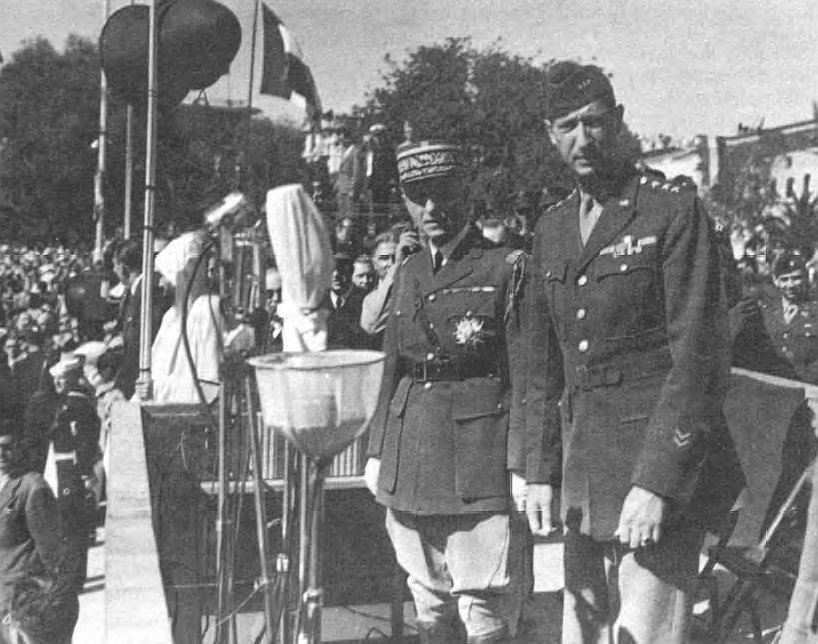
Noguès (a izquierda) con Teniente General Mark W. Clark en Casablanca el 9 de mayo de 1943, durante una ceremonia de presentación de armas a las fuerzas francesas.

Ante el silencio de Noguès, de Gaulle reitera su lealtad al comandante en jefe del teatro de operaciones de África de Norte, el 24 de junio, con la intención de llegar a ser el jefe de la resistencia nacional en el seno del futuro Comité nacional francés.
Pero el general Noguès condiciona en las cláusulas del armisticio, la continuidad de su combate en el área del África del Norte y en forma general al Imperio.  Si bien, las cláusulas del armisticio del 22 de junio no que toca ni a la flota, ni al Imperio, las veleidades de la resistencia de Noguès se extinguen. El general se acoge al legalismo y condena la desobediencia de de Gaulle, haciéndolo censurar a partir ese momento en todo el África del Norte. Se negó a recibir a la misión británica llevada por Alfred Duff-Cooper y Lord Gort. Asimismo, consideró que los diputados, pasajeros del paquebot Massilia que habían llegado a Casablanca el 24 de junio, no tenían atribuciones, y hace poner en residencia vigilada a Georges Mandel.
Prohíbe toda disidencia en Marruecos y, en 1942, aplica las consignas de la resistencia al desembarco aliado del 8 de noviembre, conocido como la Operación Torch, hasta su conclusión, tres días más tarde del alto al fuego.
Noguès fue parte, junto al general Giraud, de los responsables de la ejecución sumaria de Fernand Bonnier de La Chapelle el 26 de diciembre de 1942 como consecuencia del asesinato de Darlan.
En junio de 1943, dimite. Reemplazado por Gabriel Puaux, y se retira a Portugal.
Condenado en 1947, por rebeldía a la indignidad nacional y a 20 años de trabajos forzados, Charles Noguès regresa a Francia en junio de 1954 donde se convierte en prisionero. Fue juzgado y después absuelto de esta pena. Vuelve luego a Portugal. En 1955, el gobernador Edgar Faure, aprovechando su presencia, recurre a su influencia para solucionar el problema del regreso a Marruecos del sultan Mohammed V.